# Neukirch, Bautzen
Neukirch är en kommun och ort i Landkreis Bautzen i förbundslandet Sachsen i Tyskland. Kommunen har cirka 1 600 invånare.
Kommunen ingår i förvaltningsområdet Königsbrück tillsammans med kommunerna Königsbrück och Laußnitz.